# Cantone di Guéret-2
Il Cantone di Guéret-2 è una divisione amministrativa dell'arrondissement di Guéret.
È stato costituito a seguito della riforma approvata con decreto del 17 febbraio 2014, che ha avuto attuazione dopo le elezioni dipartimentali del 2015.

## Composizione
Comprende parte della città di Guéret e i comuni di:
- La Chapelle-Taillefert
- Montaigut-le-Blanc
- Saint-Christophe
- Saint-Éloi
- Saint-Silvain-Montaigut
- Saint-Victor-en-Marche